# Косьмо-Дамиановский монастырь (Алушта)
Косьмо-Дамиановский монастырь — монастырь Симферопольской и Крымской епархии УПЦ (МП). Находится в Крыму на северных склонах Бабуган-яйлы, на территории Крымского заповедника в окружении гор Чёрная, Большая Чучель и Малая Чучель, хребта Конёк. Находится в 20 километрах от Алушты.

## История монастыря
Монастырь основан в 1856 году стараниями архиепископа Херсонского и Таврического Иннокентия, который во время своего путешествия по святым местам Крыма посетил источник Святых Косьмы и Дамиана. Легенда гласит, что родник появился благодаря молитвам святых врачей-чудотворцев Косьмы и Дамиана, которые находились в этих краях. Вода этого источника считается целебной.
Но в 1898 году монастырь был закрыт, и вновь открыт в этом же году как женский.
5 октября 1923 года на заседании Президиума КрымЦИКа постановили : «Согласиться с заключением НКВД Крыма — монастырь ликвидировать, а имущество передать НКСО под трудовые колонии». «Вслед за этим местным Алуштинским властям было дано распоряжение произвести все необходимые действия по ликвидации монастыря и передаче бывших монастырских зданий в ведение НКСО Крыма. Здесь решено было разместить колонию имени М. И. Калинина для инвалидов и престарелых. В ходе проведения ликвидации монастыря 12 декабря 1923 года оба его храма были закрыты и опечатаны, ключи от них переданы в Алуштинский райисполком, и богослужения в церквях больше не совершались.»
Монастырь закрыли, а в его помещениях разместили Управление крымского Государственного заповедника. В 1920-х годах вблизи монастыря погиб от рук бандитов лесник Гарбуз Митрофан Гаврилович. Похоронен близ монастыря. Во время Великой Отечественной войны все здания бывшего монастыря были разрушены. Осталась невредимой только часовня над святым источником.
Возрождение обители началось 14 июня 1994 года, когда архиепископ Симферопольский и Крымский Лазарь отслужил праздничную литургию в часовне над святым источником. В феврале 2020 года верующим были возвращены в собственность здания монастыря.
Монастырь действующий. Здесь находится иконы: икона Божией Матери «Иерусалимская», написанная и освященная на Святой Горе в Греции, и икона Святых Косьмы и Дамиана с частицами их мощей. На территории монастыря находится источник Савлух-Су.

## Путь в монастырь
Существует несколько путей до монастыря, основные из них такие:
- По Романовскому шоссе.
- через Бабуган-яйлу: Чёрного моря разными тропами подняться на Бабуган — далее через Бабуган к спуску в долину рек Сары-Су-Алабаш-Савлух-Су-Кебит-Су-Альма:
  - через источник Ак-Чокрак-перевал Дипло — урочище Дупля —  хребет Конёк — спуск в долину рек Сары-Су - Алабаш - Савлух-Су - Кебит-Су-Альма;
  - по тропе Талма-Богаз источник Талма — далее 2 км по Бабуган-яйле тропой Талма-Богаз — перевал Гаврель-Богаз - Гаврельская (Большая монастырская) поляна с родником Гаврель-Чокрак — спуск в монастырь.